# Otchakovo-Matveïevskoïe
Otchakovo-Matveïevskoïe (Муниципальный округ Очаково-Матвеевское) est un district municipal de Moscou situé dans le district administratif ouest de la ville.
Il est créé en 1997 par la fusion des deux districts d'Otchakovo et de Matveïevskoïe, faite dans le cadre de la réforme administrative de 1991. Ces districts avaient été nommés des noms des villages qui se trouvaient naguère à leurs emplacements.
Otchakovo et Matveïevskoïe furent mentionnés durant le XVIIe siècle. Matveïevskoïe doit son nom à Matveï Golenichtchev-Koutouzov, qui possédait ces terres sur la rive gauche de la rivière Ramenka.
Les deux villages entrèrent dans le territoire de la ville de Moscou en 1960, qui donnèrent lieu dans la décennie suivante à l'urbanisation moderne de la zone.

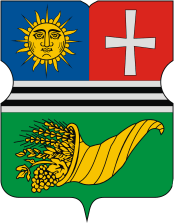
Armes du district
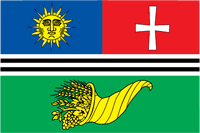
Drapeau du district